# Kempeitai

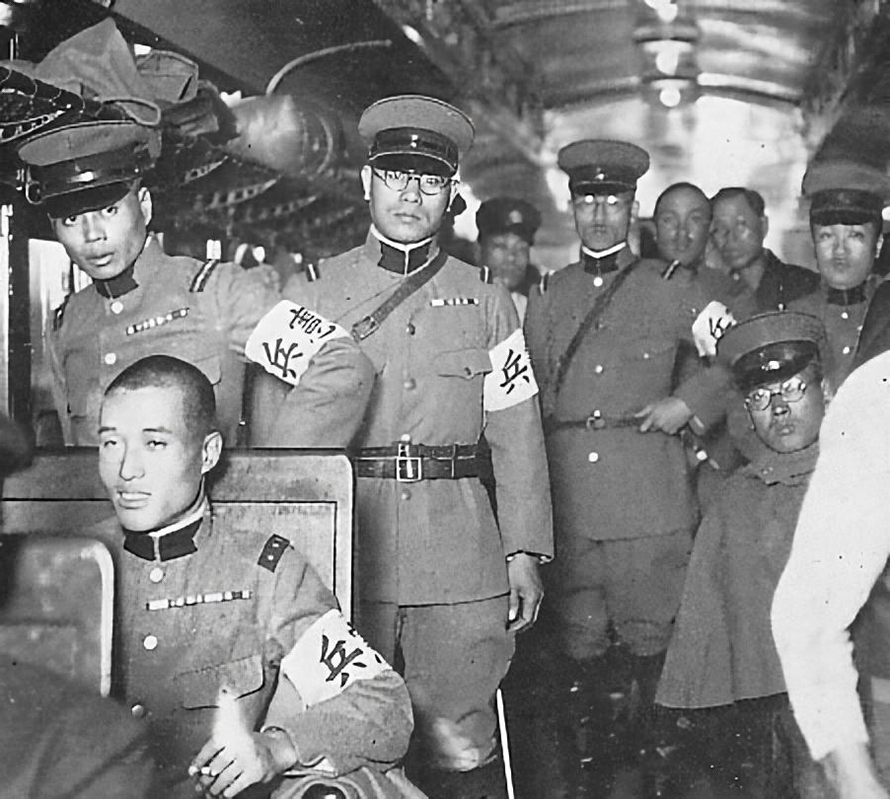
Membres de la Kempeitai dalt d'un tren (1935)

La Kempeitai o Kenpeitai (憲兵隊) fundada per Yasumasa Fukushima i activa des de l'any 1881, durant l'era Meiji, fins al 1945, era la policia militar de l'Exèrcit Imperial Japonès que feia les funcions de vigilància interna militar, contraespionatge, lluita contra el sabotatge i funcions judicials. Amb un caràcter semi-independent però dependent del Ministeri de l'Interior a les illes del Japó i del Ministeri de la Guerra en els territoris ocupats, implantava un règim del terror. Va ser oficialment suprimida amb la Constitució de 1947. Un membre d'aquesta policia era conegut amb el nom de kempei.